# Antàrtida brasilera
 Antàrtida Brasilera  (del portuguès:  Antàrtica Brasileira ) és el nom informal que apliquen a un sector de l'Antàrtida els partidaris d'una futura reclamació de la República Federativa del Brasil sobre aquest continent, basats en la Teoria de la Defrontació creada per la geopolítica brasilera Therezinha de Castro i publicada en el seu llibre  Antàrtica: Teoria dona Defrontação .

## Descripció
Diverses fonts informals assenyalen el territori antàrtic al sud del paral·lel 60 ° S, i des del meridià 28 ° O 53 ° O, com suposadament designat pel Brasil a 1986 com la seva  zona d'interès  a l'Antàrtida, però, no es troben fonts del govern brasiler que esmentin tal declaració. En cas de declarar un interès brasiler en aquesta zona, xocaria amb les reclamacions formals que sobre l'àrea tenen la República Argentina i el Regne Unit, la qual cosa no li està permès per ser signatari del Tractat Antàrtic.

## Història

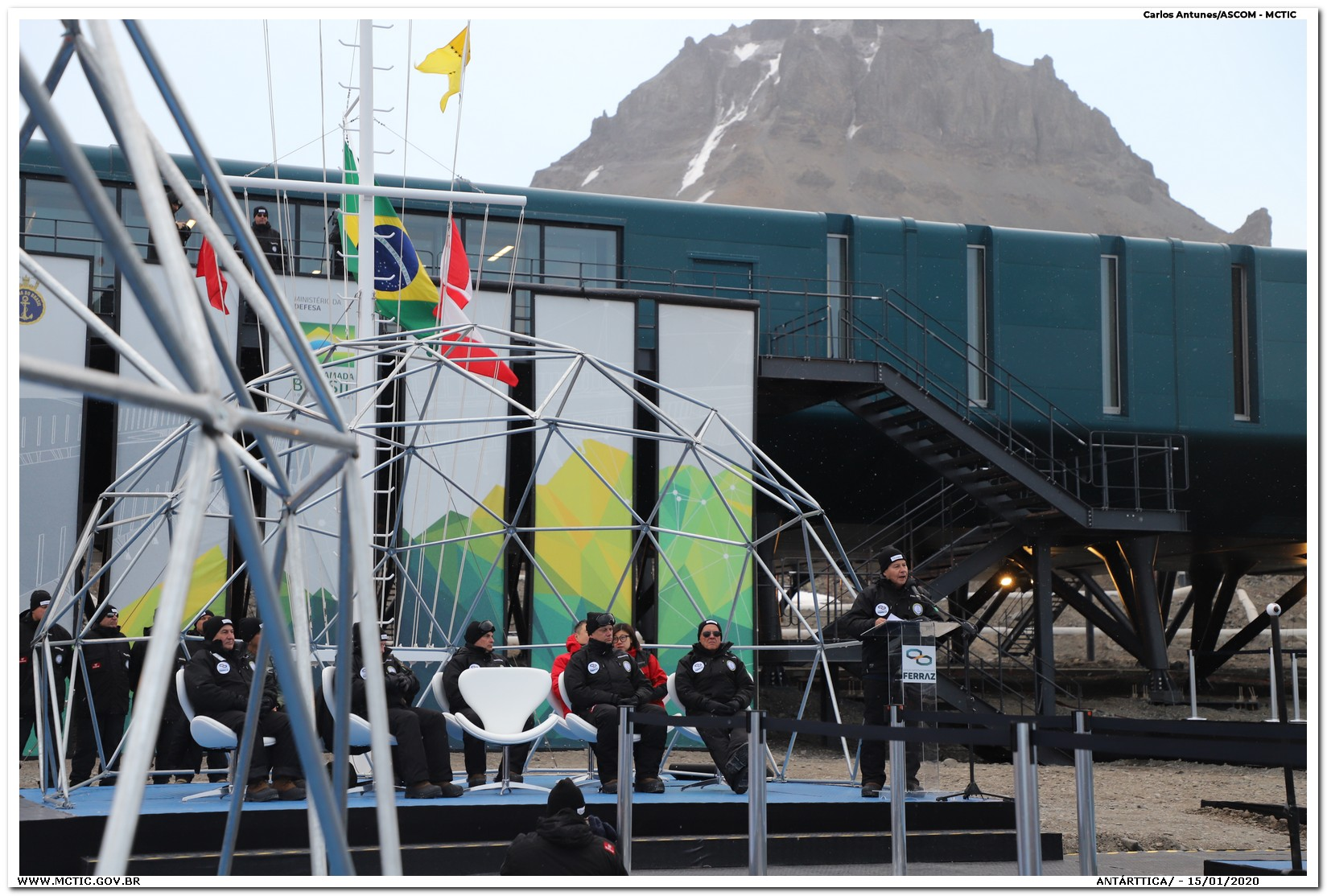
Inauguració de les noves instal·lacions de la Base Comandante Ferraz, l'any 2020

El Brasil, comparat amb l'Argentina i Xile, té un desavantatge respecte a l'Antàrtida, perquè generalment és considerat un "nouvingut" a l'escenari geopolític antàrtic. En 1982 el Govern del Brasil va llançar la seva primera expedició al continent antàrtic, i un any després hi va construir la seva primera base (anomenada Comandant Ferraz, en homenatge al seu oficial naval mort a l'Antàrtida), que ha estat activa tot l'any des de llavors.

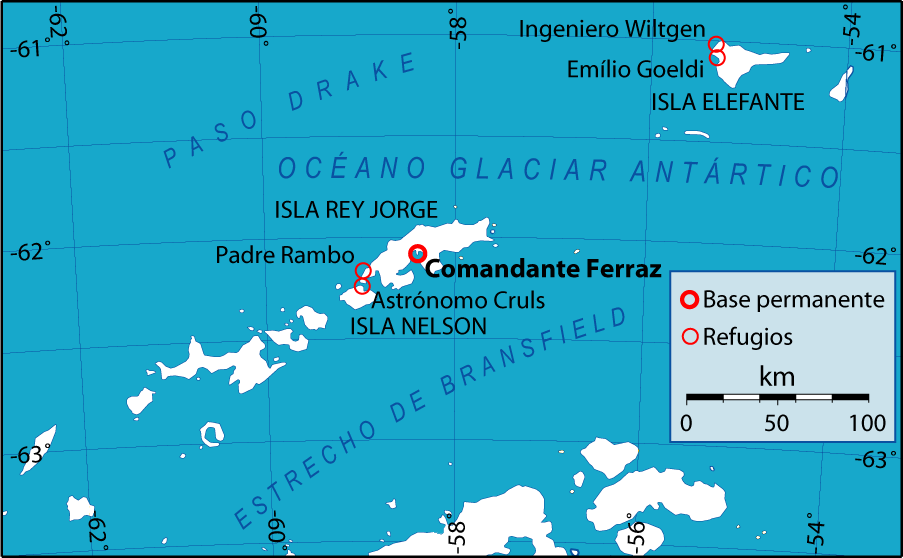
Base C. Ferraz a l'illa Rei Jordi.